# Dorota Gellner
Dorota Gellner (ur. 11 lutego 1961 w Warszawie) – polska poetka, prozaik, autorka książek dla dzieci, tekstów piosenek, słuchowisk radiowych, bajek muzycznych. Córka poetki Danuty Gellnerowej.

## Życiorys
Dorota Gellner debiutowała w 1982 w dwutygodniku „Świerszczyk”. Współpracowała lub współpracuje z czasopismami dziecięcymi: „Świerszczyk”, „Miś”, Płomyczek”, „Pentliczek”, „Ciuchcia”, „Nasz Maks”, z wydawnictwem Plac Słoneczny 4. Napisała ponad sto książek i ponad dwieście tekstów piosenek dla dzieci. Jest autorką słuchowisk radiowych, bajek muzycznych, scenariuszy dla TVP (Tęczowa bajeczka, Ludek Samoludek), sztuki Diabliki, figliki (prapremiera Państwowy Teatr Lalek Guliwer w Warszawie). W latach 1984–1993 współautorka (wraz z Barbarą Kolago) radiowej audycji słowno-muzycznej Zielona Półnutka. Utwory Doroty Gellner znajdują się w podręcznikach, przewodnikach metodycznych, antologiach, a książki na Liście Skarbów Muzeum Książki Dziecięcej. Książka Wścibscy wydana przez wydawnictwo Bajka została wpisana na Listę Białych Kruków Międzynarodowej Biblioteki Młodzieżowej w Monachium.
Jest patronką Miejskiego Przedszkola nr 13 w Siedlcach, Publicznej Szkoły Podstawowej w Pobyłkowie Dużym, Przedszkola Miejskiego nr 9 w Toruniu, Przedszkola Integracyjnego Nr 5 w Świdniku k. Lublina, Przedszkola Samorządowego w Karniewie, Przedszkola Miejskiego nr 3 w Lipnie, Przedszkola Miejskiego nr 2 w Legionowie, Przedszkola Miejskiego nr 36 w Olsztynie, Przedszkola nr 1 z Oddziałami Integracyjnymi w Słupcy oraz Przedszkola w Rzeczycy.

## Twórczość

### Wybrane książki Doroty Gellner
- Mysia wyprawa – ilustracje Jacek Urbański, Zrzeszenie Księgarstwa, Warszawa 1985[9]
- Dżdżownica – ilustracje Janina Krzemińska, Zrzeszenie Księgarstwa, Warszawa 1986[10]
- Królowa Bałaganiara  – ilustracje Witold Chmielewski, Zrzeszenie Księgarstwa, Warszawa 1987[11]
- W przepasce tęczy – ilustracje Ewa Salamon, Zrzeszenie Księgarstwa, Warszawa 1988[12]
- Dzień dobry, Emilko! – ilustracje Janina Krzemińska, Zrzeszenie Księgarstwa, Warszawa 1988[13]
- Prosto w słońce – ilustracje Wanda Orlińska, Zrzeszenie Księgarstwa, Warszawa 1988[14]
- Zamawiamy – ilustracje Hanna Grodzka-Nowak, Wydawnictwa Alfa, Warszawa 1988[15]
- Śpiewający sweterek – ilustracje Bogusław Luśtyk, Wydawnictwa Radia i Telewizji, Warszawa 1988[16]
- Czerwienią się buki – ilustracje Krystyna Ozimowska-Pawłowicz, Zrzeszenie Księgarstwa, Warszawa 1988[17]
- Piosenki Zielonej Półnutki – ilustracje Ireneusz Czesny, Jerzy Stępień, muzyka Barbara Kolago, Wydawnictwa Radia i Telewizji, Warszawa 1989[18]
- Co słychać – ilustracje Bogusław Orliński, Spółka Wydawniczo-Księgarska, Warszawa 1990[19]
- Ziewnik – ilustracje Bogusław Luśtyk, Spółka Wydawniczo-Księgarska, Warszawa 1991[20]
- Wiersze Zuzi – ilustracje Ireneusz Czesny, Jerzy Stępień, Wydawnictwa Radia i Telewizji, Warszawa 1991[21]
- Bajkowa zgadywanka – ilustracje Anna Stylo-Ginter, Wydawnictwo Kama, Warszawa 1992[22]
- Czarodziejski most – ilustracje Monika i Dariusz Stolarczykowie, Wydawnictwo Kama, Warszawa 1992[23]
- Piłka – ilustracje Monika i Dariusz Stolarczykowie, Wydawnictwo Kama, Warszawa 1992[24]
- Przy gwiazdach i świeczkach – ilustracje Ewa Salamon, Skarabex, Warszawa 1993[25]
- Śpioszki w groszki – ilustracje Julitta Gadomska, Wydawnictwo Nasza Księgarnia, Warszawa 1994[26]
- Kąpiel – ilustracje Renata Krześniak, Wydawnictwo Kama, Warszawa 1994[27]
- Przyjęcie – ilustracje Renata Krześniak, Wydawnictwo Kama, Warszawa 1994[28]
- Sprzątanie – ilustracje Renata Krześniak, Wydawnictwo Kama, Warszawa 1994[29]
- Urodziny – ilustracje Renata Krześniak, Wydawnictwo Kama, Warszawa 1994[30]
- Wiersze na srebrnych wstążkach – ilustracje Julitta Gadomska, Agencja Wydawnicza GRAFAG, Warszawa 1994[31]
- Teatrzyki dziecięce. Deszczowy król – okładka, karta tytułowa i winiety Dorota Łagida, Wydawnictwa Szkolne i Pedagogiczne, Warszawa 1994[32]
- W ogródku – ilustracje Renata Krześniak, Wydawnictwo Kama, Warszawa 1995[33]
- Podróż – ilustracje Renata Krześniak, Wydawnictwo Kama, Warszawa 1995[34]
- Strumyk – ilustracje Jakub Kuźma, Wydawnictwo Kama, Warszawa 1995[35]
- Spacerek – ilustracje Jakub Kuźma, Wydawnictwo Kama, Warszawa 1995[36]
- Motyl – ilustracje Renata Krześniak, Wydawnictwo Kama, Warszawa 1996[37]
- Bal – ilustracje Renata Krześniak, Wydawnictwo Kama, Warszawa 1996[38]
- Stworki – ilustracje Renata Krześniak, Wydawnictwo Kama, Warszawa 1996[39]
- Wycieczka – ilustracje Renata Krześniak, Wydawnictwo Kama, Warszawa 1996[40]
- Bajeczka – ilustracje Renata Krześniak, Wydawnictwo Kama, Warszawa 1997[41]
- Bajeczki – ilustracje Anna Wielbut, Wydawnictwo Plac Słoneczny 4, Warszawa 1997[42]
- Dorota Gellner dzieciom – ilustracje Renata Krześniak, Wydawnictwo Kama, Warszawa 1998[43]
- Sklep dla żab – ilustracje Anna i Lech Stefaniakowie, Wydawnictwo Kama, Warszawa 1998[44]
- Pastereczka – ilustracje Anna i Lech Stefaniakowie, Wydawnictwo Kama, Warszawa 1999[45]
- Czarodziejski świat – ilustracje Renata Krześniak, Wydawnictwo Kama, Warszawa 1999[46]
- Dorota Gellner Przedszkolakom – ilustracje Anna i Lech Stefaniakowie, Wydawnictwo Kama, Warszawa 1999[47]
- Zwariowane podwórko – ilustracje Anna i Lech Stefaniakowie, Wydawnictwo SARA, Warszawa 2001[48]
- Wiersze dla dzieci – ilustracje Anna Wielbut, Wydawnictwo Jaworski, Warszawa 2001[49]
- Miasteczko z bajki – ilustracje Anna i Lech Stefaniakowie, Wydawnictwo SARA, Warszawa 2003[50]
- Bajeczki z miasteczka – ilustracje Anna i Lech Stefaniakowie, Wydawnictwo SARA, Warszawa 2004[51]
- Podróżnicy z piaskownicy – ilustracje Artur Rajch, Wydawnictwo Wilga, Warszawa 2008[52]
- Zamkowe bajeczki – ilustracje Anna i Lech Stefaniakowie, Wydawnictwo SARA, Warszawa 2008[53]
- Czekoladki dla sąsiadki – ilustracje Maciej Szymanowicz, Wydawnictwo Wilga, Warszawa 2008[54]
- Duszki, stworki i potworki – ilustracje Maciej Szymanowicz, Wydawnictwo Wilga, Warszawa 2008[55]
- Trzy kaczuszki – ilustracje Renata Krześniak, Wydawnictwo SARA, Warszawa 2008[56]
- Podwórkowa wycieczka – ilustracje Anna i Lech Stefaniakowie, Wydawnictwo SARA, Warszawa 2009[57]
- Gryzmoł – ilustracje Ewa Poklewska-Koziełło, Wydawnictwo Bajka, Warszawa 2009[58]
- Góra ponura i inne wiersze – ilustracje Anna Kaszuba-Dębska, Agencja Wydawnicza Jerzy Mostowski, Warszawa 2009[59]
- Roztrzepana sprzątaczka – ilustracje Maciej Szymanowicz, Wydawnictwo Wilga, Warszawa 2009[60]
- Zając – ilustracje Piotr Rychel, Wydawnictwo Bajka, Warszawa 2010[61]
- Krawcowe – ilustracje Jona Jung, Wydawnictwo Bajka, Warszawa 2010[62]
- Dzieci w ogrodzie – ilustracje Wiesława Burnat, Wydawnictwo Wilga, Warszawa 2011[63]
- W czepku urodzone – ilustracje Kacper Dudek, Wydawnictwo Bajka, Warszawa 2011[64]
- Wiersze na Boże Narodzenie – ilustracje Dorota Rewerenda-Młynarczyk, Wydawnictwo Wilga, Warszawa 2011[65]
- Zawiłości miłości – ilustracje Katarzyna Sadowska, Wydawnictwo Wilga, Warszawa 2012[66]
- Wścibscy – ilustracje Beata Zdęba, Wydawnictwo Bajka, Warszawa 2012[67]
- Gospodarstwo wróżki – ilustracje Arleta Strzeszewska, Wydawnictwo Wilga, Warszawa 2012[68]
- Na podwórku – ilustracje Marcin Południak, Wydawnictwo Wilga, Warszawa 2012[69]
- Mysia orkiestra – ilustracje Emilia Dziubak, Wydawnictwo Bajka, Warszawa 2013[70]
- Zając i dziecko – ilustracje Piotr Rychel, Wydawnictwo Bajka, Warszawa 2014[71]
- Walizka czarodzieja  – ilustracje Arleta Strzeszewska, Grupa Wydawnicza Foksal, Warszawa 2014
- Złote koniki – ilustracje Ewa Podleś, Muza SA, Warszawa 2014
- Zaklęta uliczka – ilustracje Ela Śmietanka - Combik, MUZA SA, Warszawa 2015
- Sanatorium – ilustracje Adam Pękalski, Wydawnictwo Bajka, Warszawa 2015
- Myszka – ilustracje Dobrosława Rurańska, Wydawnictwo Bajka, Warszawa 2016
- Pisklak – ilustracje Jona Jung, Wydawnictwo Bajka, Warszawa 2017
- Portrety – ilustracje Ewa Poklewska-Koziełło, Wydawnictwo Bajka, Warszawa 2018
- W filharmonii koncert będzie – ilustracje Maciej Szymanowicz, Filharmonia im. M. Karłowicza w Szczecinie, Szczecin 2018
- Głodomorek – ilustracje Piotr Rychel, Wydawnictwo Bajka, Warszawa 2019
- Historia zwierzaka z wieszaka – Ilustracje Beata Zdęba, Wydawnictwo Bajka, Warszawa 2019

### Piosenki
- Zuzia-lalka nieduża – muzyka Krystyna Kwiatkowska[72]
- Ogórek wąsaty – muzyka Jarosław Kukulski
- A ja rosnę – muzyka Adam Skorupka
- Popatrzcie na jamniczka – muzyka Barbara Kolago
- A to jeż – muzyka Adam Skorupka
- Piłka Oli – muzyka Barbara Kolago
- Mam fryzurę „na cebulę” – muzyka Adam Skorupka
- Kwiatki-bratki – muzyka Barbara Kolago
- Skaczące nutki – muzyka Barbara Kolago
- Podajmy sobie ręce – muzyka Krystyna Kwiatkowska
- Idzie kot – muzyka Adam Skorupka
- Lecą smoki – muzyka Adam Skorupka
- Na cztery i na sześć – muzyka Krystyna Kwiatkowska
- Przedszkole pod topolą – muzyka Stanisław Marciniak
- Zając malowany – muzyka Barbara Kolago
- Duszki, duszki – muzyka Aleksander Pałac
- Rękawiczki muzyczne – muzyka Adam Skorupka
- Radiowe nuty – muzyka Krystyna Kwiatkowska
- Wesoła rodzinka – muzyka Adam Skorupka
- Skrzat – muzyka Adam Skorupka
- Wróżki – muzyka Grzegorz Turnau
- Majowa poleczka – muzyka Edward Pałłasz
- Tango dla taty i mamy – muzyka Adam Skorupka
- Dziadek i babcia tańczą walczyka – muzyka Adam Skorupka
- Poleczka na lato – muzyka Adam Skorupka
- Poloneza barwny czar – muzyka Adam Skorupka
- Zagram dzieciom – muzyka Barbara Kolago
- Kołysanka w koroneczkach i falbankach – muzyka Barbara Kolago
- Jesienna dyskoteka – muzyka Maria Sadowska
- Nasze uszy słyszą świat – muzyka Krystyna Kwiatkowska
- A ja patrzę a ja słucham – muzyka Krystyna Kwiatkowska
- Nasza szkoła to nie smok – muzyka Adam Skorupka
- Śpij, maluszku – muzyka Adam Skorupka
- Na wakacjach było miło – muzyka Adam Skorupka
- Pakujemy się nad morze – muzyka Adam Skorupka
- Rozśpiewany blok – muzyka Wojciech Kaleta
- Śmieszne grzybki – muzyka Aleksander Pałac
- Chatka w kwiatki – muzyka Aleksander Pałac
- Koronkowa lambada – muzyka Krzysztof Sadowski[73]
- Bajkowa łódka – muzyka Maciej Małecki
- W kasztanowym mieście – muzyka Adam Markiewicz
- Na trzepaku – muzyka Adam Markiewicz
- Deszczowa kropelka – muzyka Franciszka Leszczyńska
- Pobudka z ogródka – muzyka Adam Skorupka
- Wydmuszki i brzuszki – muzyka Adam Skorupka
- Mapa zimy – muzyka Adam Skorupka
- Biała szafa – muzyka Adam Skorupka
- Śnieżna Emilka – muzyka Adam Skorupka
- Poskacz ze mną – muzyka Krystyna Kwiatkowska
- Piosenka do walizek i plecaków – muzyka Barbara Kolago
- Piosenka z zagadkami – muzyka Krystyna Kwiatkowska
- Dziki taniec – muzyka Adam Skorupka
- Idziemy na wycieczkę – muzyka Adam Skorupka
- Pada śnieżek – muzyka Adam Skorupka
- Kulturalne ptaki – muzyka Adam Skorupka
- Czarodziejskie podwórko – muzyka Adam Skorupka
- Idzie Kasia – muzyka Bogumił Pasternak
- Śnieżna wyliczanka – muzyka Stanisław Marciniak
- Parasol dla kota – muzyka Stanisław Marciniak
- Na strunach igieł – muzyka Barbara Kolago
- Piosenka o instrumentach – muzyka Aleksander Pałac
- Piosenka o parasolach – muzyka Aleksander Pałac
- Moje rybki – muzyka Barbara Kolago
- Zaśnij, misiu, zaśnij – muzyka Krystyna Kwiatkowska
- Idzie jesień przez mokradła – muzyka Adam Skorupka
- Ach, ten bal – muzyka Adam Skorupka
- Wścibscy – muzyka Adam Skorupka
- Ciotka Klotka – muzyka Adam Skorupka
- Jesienny pociąg  – muzyka Adam Skorupka
- Aniołki – muzyka Adam Skorupka
- Śmigus-dyngus wodą chlapie – muzyka Adam Skorupka
- Tęczowy oberek – muzyka Adam Skorupka
- Hej, mazurek, mazurek – muzyka Adam Skorupka
- Sikorki – muzyka Adam Skorupka
- Krasnale – muzyka Adam Skorupka
- Tęczowy bal – muzyka Adam Skorupka
- Śmigus-dyngus dziś szaleje – muzyka Adam Skorupka
- Znaki zakazu, znaki nakazu – muzyka Adam Skorupka
- Zimowe zabawy – muzyka Adam Skorupka
- Kolorowy potwór – muzyka Adam Skorupka
- Zły humorek – muzyka Adam Skorupka
- Wielkie damy – muzyka Adam Skorupka
- Bosa osa − muzyka Adam Skorupka
- Sianko na śniadanko − muzyka Adam Skorupka
- Dziś katarynka nam gra − muzyka Adam Skorupka
- Choinko, choinko − muzyka Adam Skorupka
- Noc przemyka jak muzyka − muzyka Adam Skorupka
- Żegnamy przedszkole − muzyka Adam Skorupka

#### Płyty z piosenkami
- Skaczące nutki (płyta CD + śpiewnik) – z muzyką różnych kompozytorów, Wydawnictwo Pani Twardowska, Warszawa 2009[74][75]
- Muzyczne rękawiczki (płyta CD + śpiewnik) – muzyka i aranżacja Adam Skorupka, Wydawnictwo Pani Twardowska, Warszawa 2012[74]
- Idzie kot (płyta CD + śpiewnik) − muzyka i aranżacja Adam Skorupka, Wydawnictwo Pani Twardowska, Warszawa 2015
- A ja rosnę (płyta CD + śpiewnik) − muzyka i aranżacja Adam Skorupka, Wydawnictwo Pani Twardowska, Warszawa 2017

### Wybrane słuchowiska radiowe
1. Pilnujcie parasoli – muzyka Stanisław Marciniak
2. Czerwona czapeczka, zielony czas – muzyka Krystyna Kwiatkowska
3. Na złotej plaży – muzyka Adam Skorupka
4. Michalinka z Michalina – muzyka Adam Skorupka
5. Śnieżna Emilka – muzyka Adam Skorupka
6. Pod niebem akacji – muzyka Adam Skorupka
7. Czerwone kalosze – muzyka Krystyna Kwiatkowska
8. W błękitnym miasteczku – muzyka Adam Skorupka
9. Malowana mrówka – muzyka Krystyna Kwiatkowska
10. W cieniu wieży – muzyka Adam Skorupka
11. Przez dziurę w murze – muzyka Adam Skorupka

### Bajki muzyczne
- Zimowy cyrk – muzyka Adam Skorupka, Tonpress KAW, 1986; drugie wydanie: Polton 1991
- Deszczem wyszywane – muzyka Adam Skorupka, Muza SX 2667, Polskie Nagrania 1988[76]; ostatnie wydanie: „Bajki-Grajki” Omedia Sp. z o.o., Warszawa 2009
- Diabliki, figliki – muzyka Adam Skorupka, Polton 1991

### Utwory sceniczne
- Diabliki, figliki... – prapremiera Państwowy Teatr Lalek Guliwer w Warszawie, październik 1988

## Nagrody
- 1999 – Nagroda Literacka im. Kornela Makuszyńskiego za książkę Dorota Gellner dzieciom – Wydawnictwo Kama, Warszawa 1998
- 2005 – Order Uśmiechu
- 2007 – Srebrny Medal „Zasłużony Kulturze Gloria Artis”[77]
- 2008 – Medal „Serce Dziecku”[77]
- 2017 − Statuetka „Bursztynowe Nutki” (Nagroda Wydawnictwa Pani Twardowska)[78]

### Książki wpisane na Listę Skarbów Muzeum Książki Dziecięcej
- Czekoladki dla sąsiadki – Wydawnictwo Wilga, Warszawa 2008
- Gryzmoł  – Wydawnictwo Bajka, Warszawa 2009
- Zając – Wydawnictwo Bajka, Warszawa 2010
- Wścibscy – Wydawnictwo Bajka, Warszawa 2012
- Sanatorium − Wydawnictwo Bajka, Warszawa 2015
- Myszka − Wydawnictwo Bajka, Warszawa 2016

### Książki wpisane na Listę Białych Kruków Międzynarodowej Biblioteki Młodzieżowej w Monachium
- Wścibscy – Wydawnictwo Bajka, Warszawa 2012